# Huluboaia
Huluboaia è un comune della Moldavia situato nel distretto di Cahul di 1.011 abitanti al censimento del 2004.